# 바둑 용어 목록
이 문서에서는 바둑 용어 목록을 서술 한다.,

## ㄱ~ㄷ
- 가일수
- 걸치기
- 계가
- 계마
- 고목
- 곡4궁(曲四宮)
- 곤마
- 공배
- 국수
- 굳힘
- 궁도
- 귀
- 귀곡사
- 귀삼수
- 꼬부림
- 꽃놀이패
- 끊기
- 끝내기
- 날일자
- 눈
- 눈목자
- 덤
- 단수
- 대마
- 들여다보기
- 뜀

## ㄹ~ㅂ
- 마늘모
- 맞보기
- 만년패
- 만패불청
- 매화육궁
- 먹여치기
- 맥
- 모자
- 목외
- 묘수
- 미생
- 바둑
  - 바둑의 역사
- 변
- 복기
- 불계승
- 비마달리기
- 빈삼각
- 빅
- 빈축
- 빵따냄 (빵때림)

## ㅅ
- 사사 육활(4사 6활)
- 사석
- 사활
- 삼연성(3연성)
- 삼삼(3의 3)
- 삼패
- 상수(上手)
- 선수
- 소목
- 속기
- 수상전
- 수읽기
- 순환패
- 쌍립
- 승부수

## ㅇ
- 양곤마
- 양단수
- 어깨짚기
- 연단수
- 오오(5의 5)
- 옥집
  - 옥집삶
- 외목
- 우형
- 유가무가
- 육사 팔활(6사 8활)
- 오궁도화
- 외목
- 이단젖힘(double hane)
- 이립삼전(二立三展)
- 일립이전(一立二展)
- 이연성(2연성)
- 잇기
- 완생

## ㅈ
- 자충수
- 장문
- 장생
- 접바둑
- 정석
- 집

## ㅊ~ㅌ
- 착수
  - 착수 금지
- 착점
- 천원
- 천지대패
- 초읽기
- 촉촉수
- 축
- 치받음
- 치중
- 침입

## ㅍ,ㅎ
- 판빅
- 패싸움
  - 팻감
- 포석
- 포진
- 하수(下手)
- 행마
- 협공
- 호구
- 호리병
- 화점
- 환격
- 활로
- 회돌이
- 후절수

## 같이 보기
- 바둑 격언